# 木更津甚句
木更津甚句（きさらづじんく）とは千葉県木更津市に伝わる民謡（甚句形式）で、別名を木更津節とも言う。

## 由来
江戸期に江戸・木更津間の海運を司る木更津船の船頭が、往来の際に唄っていた船唄に由来すると言われている。幕末（安政年間）にその船唄を元に木更津出身の噺家木更津亭柳勢が江戸の高座で唄い、江戸界隈で流行したと伝えられている。それからしばらく時が経つに連れだんだん廃れていったが、大正時代に木更津から上京した芸妓・小野きくが「若福」という芸名で新橋のお座敷に出ていた折に「木更津甚句」を披露し、東京花柳界で再び流行して全国に広まった。

## 歌詞
歌詞
ハァー　木更津照るとも　東京は曇れ　かわい男が　ヤッサイモッサイ ヤレコリャドッコッコイ コリャコーリャ　日に焼ける
NHKには次の歌詞が残る。
ハー　木更津照るとも東京は曇れ　可愛い男がヤッサイモッサイ　ヤレコリャドッコイ　コリャコリャ日に焼ける　隠岐の洲崎に茶屋町よ立てて　上り下りの船を待つ　狸可愛や証城寺の庭で　月に浮かれて腹鼓
口訳
私のいる木更津は日が照ったとしても、東京の方は曇っておくれ。でないと私の恋しいあの方が日に焼けてしまう（色白のいい男っぷりが台無しになってしまう）。
用語
- 東京 - 江戸期には「お江戸は曇る」と唄われていた[要出典]
- かわい男 - 女性側からみて、恋しい相手の男性の事[要出典]
- ヤッサイモッサイ～ - 囃子言葉（掛け声）。語源は矢那川の上流にある船着場「矢崎」と「森崎」という地名が元で、「矢崎へ、森崎へ」という掛け声が訛ったと言われている[要出典]

## 名所
1997年12月、鳥居崎海浜公園に木更津甚句記念碑が建立される。記念碑は木更津甚句を伝える2人の芸妓の様子をモチーフにしたものであり、向かって右側が木更津甚句を指導する若福姐さん、左側はその教えを引き継ぐ女性を表している。